# Park w Siedlcach
Park w Siedlcach – park przypałacowy w Siedlcach, w Polsce, w województwie dolnośląskim, w powiecie lubińskim, w gminie Lubin.
Park położony jest w południowo-zachodniej Polsce w północno-wschodniej części Wysoczyzny Lubińskiej, około 7 km na wschód od Lubina, we wsi Siedlce, obok ruin barokowego pałacu, na południowy wschód od kościoła.

## Charakterystyka
Park krajobrazowo-naturalistyczny, w stylu angielskim utworzony w połowie XIX wieku na bazie barokowego ogrodu. Wzdłuż granic ogrodu rosną w rzędach i grupami platany, a całość wypełniona jest klonami i kasztanowcami. Środkową, niezadrzewioną część parku, zajmuje rozległa polana, wokół której obrzeżem prowadzi droga spacerowa. Drzewostan parkowy stanowią lipy, graby pospolite, lipy drobnolistne, platany klonolistne i jesiony wyniosłe, dęby szypułkowe oraz aklimatyzowane iglaki i tulipanowiec amerykański.

## Historia
Zaczątkiem ogrodu był teren przyległy do dworu oraz przepływający w pobliżu potok. W latach 30. XVIII wieku, w okresie przebudowy dworu na pałac, założono przypałacowy ogród ozdobny w stylu barokowym, oraz mały ogród gospodarczy. Plac od frontowej strony pałacu przeznaczono na dziedziniec reprezentacyjny, do którego wiodła aleja obsadzona lipami, a ozdobny ogród przypałacowy w stylu barokowym usytuowano po przeciwnej stronie frontu pałacu, na rozległym terenie, który poprzecinano alejkami obsadzonymi drzewami i regulowanymi ciekami wodnymi, łączącymi pozostawione po bokach fragmenty fosy. Nad rowami postawiono mostki, przez które wiodły alejki spacerowe. Istotne zmiany w wyglądzie ogrodu zaszły w połowie XIX wieku. Na bazie barokowego ogrodu, nowy dziedzic majątku z rodu von Wechmar, utworzył park krajobrazowo-naturalistyczny w stylu angielskim, istniejący do dziś. Środkową niezadrzewioną część parku przekształcono w rozległą polanę, wokół której brzegu poprowadzono drogę spacerową. Na przełomie XIX i XX wieku wzbogacono drzewostan parkowy o graby pospolite, lipy drobnolistne, platany klonolistne i jesiony wyniosłe oraz o grupy lip sadzonych wzdłuż granic parku.

## Roślinność
Starodrzew parkowy tworzą głównie graby pospolite, lipy drobnolistne, platany klonolistne i jesiony wyniosłe. Drzewami o charakterze pomników przyrody są 1 platan klonolistny, 1 dąb szypułkowy i 1 lipa drobnolistna. Wiek ich dochodzi do 200 lat. W pozostałym drzewostanie wyróżniają się 2 graby pospolite, 7 platanów klonolistnych, 3 dęby szypułkowe oraz aklimatyzowane iglaki i tulipanowiec amerykański. Wiek drzew okazowych i pozostałych wynosi od 120 do 160 lat.

## Park dzisiaj
Park porasta samosiew i starodrzew, a wiele starych drzew usycha. Wypadają i usychają gatunki iglaste, wśród grabów i lip występują objawy próchnicy wgłębnej i powierzchniowej. W koronie tulipanowca amerykańskiego widoczny jest posusz. Ubogi podszyt tworzą niewielkie kępy śnieguliczki białej i samosiewy drzew liściastych. W runie obok gatunków ruderalnych np. pokrzywy zwyczajnej, krwawnika pospolitego, podziwiać można urokliwe kwitnące zawilce gajowe i żółte. Wśród traw widoczne są w parku zarysy obrzeżnej drogi spacerowej, ślady alei oraz pozostałości kanałów wodnych i fragmenty fosy po bokach.

## Inne
Park krajobrazowy w Siedlcach wpisany jest do rejestru zabytków pod poz. 474L z dn. 17.07.1976 r.